# Устанак у Србу
Устанак у Србу 1941. године је оружана побуна Срба у Лици и суседним крајевима против усташке власти 27. јула 1941. године. Први напад се одиграо у месту Срб, недалеко од Грачаца. Тај дан се у Социјалистичкој Републици Хрватској обележавао као републички празник Дан устанка народа Хрватске.

## Претходни догађаји
Краљевина Југославија нападнута је, без објаве рата, 6. априла 1941. године од стране сила Осовине. Напад на Југославију (Априлски рат) је извршен из више праваца, са територије Немачке, Италије, Румуније и Бугарске, а Београд је тешко бомбардован.
Под окриљем окупатора, 10. априла 1941. године, у Загребу је проглашена Независна Држава Хрватска (НДХ), у чији је састав укључена и Босна и Херцеговина. Након проглашења НДХ, усташе су започеле терор и прогоне српског становништва. Срби су присиљавани да се покатоличе. Већ 3. маја 1941. донета је законска одредба о преласку с једне вере на другу, а затим и низ допунских одредби, упутстава и окружница. Министарском наредбом од 18. јула 1941. године забрањен је и сам назив „Српска православна вера”. Тај назив је замењен називом „грчко-източна вјера”. Негиран је и назив „Србин” и „српско” у НДХ. Сви су морали бити Хрвати без обзира на веру. Покатоличавање су проводили хрватски усташки управни органи, усташки функционери и католички свештеници.
У мају 1941. формиран је логор Јадовно. Поред Срба у логору су били смјештени Јевреји као и Хрвати комунисти. Током три месеца постојања, усташе су у Јадовну побиле више од 40.000 људи. Заробљеници су убијани и над јамом Безданком крај Боричевца. Немачки генерал у Загребу Глез фон Хорстенау, знајући да Трећем рајху треба мир на југоистоку, осуђивао је понашање усташа, „који су дивљали по градовима и селима и допринели да се платформа владе знатно смањи”.
Прогони под командом усташког командира Вјекослава Лубурића почели су у јуну 1941. године. Дана 30. јуна, под контролом усташког одреда из Бихаћа, је обављено расељавање „свих пучана грчко-источне вјере с подручја опћине Плитвичка језера…”. Почетком јула, након напада на усташко службено возило, извршена је одмазда над локалним становништвом. Пошто усташке јединице у селима нису затекле одрасле мушкарце, убили су целокупно присутно становништво. Убијено је 279 српских цивила у селима Суваја, Осредак и Бубањ.

## Устанак
Устанци су координирано и готово истовремено избили у Босанској Крајини, Лици, на Кордуну, Банији, Романији, Мајевици и Озрену, у Херцеговини. Устанак је од јула организовала Комунистичка партија Југославије, сем у Херцеговини, где су борбе Срби почели спонтано још јуна 1941. године. У устанку су осим партизана, учествовали и борци ЈВуО. Одреди су у почетку називани герилски одреди, а борци герилцима. Тек се у септембру, након интервенције ЦК КПЈ, одреди почињу називати партизанским и извршила се подела на партизане и четнике. Током устанка није постојала командна веза између четника у Лици и Југословенске војске у Отаџбини Драгољуба Михајловића.
Прва фаза борбе била је герилска борба у својим крајевима, око својих села. Уочи устанка одреди су бројали око 300 наоружаних бораца, а вишеструко су нарасли након првих неколико дана устанка.

### Истакнуте личности устанка
Стојан Матић (1915—1942), бивши краљевски жандар је био једини с војном обуком и он је био прави вођа устанка. Матић је био монархиста и бивши краљевски официр, али је убрзо пришао партизанима. Мећу устаницима, били су и будући генерали ЈНА Ђоко Јованић (1917—2000) и Милан Шијан (1914—2004). Устанак је идеолошки усмеравао Марко Орешковић Крнтија (1895—1941), политички комесар Личке групе партизанских одреда. Сва четворица су у СФРЈ одликовани орденом народног хероја.
Командант здруженог штаба герилских одреда за Доњи Лапац и Срб био је истакнути локални комуниста Гојко Половина, а чланови штаба, осим Матића, Шијана и Јованића, били су и Никола Видаковић и Душан Милеуснић.
Локални политичари четничке оријентације из котара Доњи Лапац (Момчило Ђујић, Стево Рађеновић, Бранко Богуновић, Милош Торбица, Јово Кеча, Пајо Омчикус и други) су се још у мају склонили у место Кистање у Далмацији које је по Римском споразуму припало Италијанима. Они нису директно суделовали у припреми устанка.

### 27. јул 1941.
Устанак у Србу је започео нападом на оружничку станицу усташа и пресецањем комуникација. Група од око 150 устаника је заузела општинску зграду и друге државне објекте, а усташка оружана посада је побегла пред многобројнијим непријатељем.
Устанак се проширио по селима Нетека, Суваја, Добросело, Горњи Срб, Осредак, Куновац и Завлака. у селу Нетека око поднева дошло је до прве борбе где је погинуо и први устаник. Устаници из Дугопоља и Завлаке су срушили железничку пругу у Калдрми.

### 28-31. јул 1941.
Усташке трупе из Грачаца и Кулен Вакуфа су следећег дана кренуле у смиривање побуњеног подручја. Устаници су их дочекали у заседама и наносе им значајне губитке. У окршајима другога дана погинуло је свега два устаника.
Трећега дана устанак се попут бујице проширио по целом котару Доњи Лапац. Усташка посада из Доњега Лапца повукла се увечер 29. јула у Боричевац. У рано јутро 31. јула усташка посада повлачи се и из Боричевца и готово сви житељи тог места, заједно с хрватским избеглицама из других села, укупно њих око 2.000, повлачи се с војском у Кулен Вакуф. На босанској страни Уне устанак је захватио још знатно шире подручје, ослобођени су Дрвар, а затим и Крајина према од Уне на западу и до пред Босански Петровац на истоку.
Тако је направљено компактно подручје са преко 3000 km² које је неколико дана било под контролом устаника.
Италијански генерал Ренцо Далмазо издао је директиву својим командантима у којој говори о „побуни народа у Лици, који наоружан угрожава саобраћај између Грачаца и Книна, и изгледа тежи према Книну, а можда има и друге циљеве”. По његовим информацијама, устаници „нису противници Италијана — и заиста они показују поштовање према нашим официрима и помагали су им на успостављању саобраћајних веза итд. — и желе да наше трупе буду по гарнизонима”. На основи тога, он је закључио да је реч „о елементима који немају никаквих комунистичких тежњи, али прети опасност да их могу придобити вође, који хоће пошто-пото да дижу побуну, и да спрече консолидацију НДХ и да би одржали дух устанка и врења на Балкану”.

### Август 1941.
Устанак у Србу је био нагао и масован и убрзо је уступио пред ексцесима, осветом усташа и масовним убијањем.
Устаници из Суваје, којима су Лубурићеве усташе поубијали целе породице, осветнички су у селу Бротња убили 36 припадника породице Ивезић. Најгори осветнички бес сручио се на Боричевац. Кад су устаници 2. августа ушли у то напуштено место, затекли су петнаестак старих људи који се нису придружили својим сумештанима у бегу у Кулен Вакуф. Сви су до једнога убијени, а цело село је спаљено. Гојко Половина у својим мемоарима описује како је у Боричевцу као командант узалуд покушао спречити осветништво.
На босанској страни најмасовније осветничко убијање хрватских и муслиманских сељака и грађана догодило се у августу, приликом напада на Кулен Вакуф.

## Последице устанка
Током августа 1941. у ослобођена места вратили су се локални српски политичари монархистичке оријентације. Устаничко вођство их је покушало придобити за широки фронт борбе против усташа. Стево Рађеновић (предратни посланик и саветник војводе Ђујића) је покренуо иницијативу да се оснује четнички пук. Сарадња између партизана и четника је убрзо престала, јер су партизани проширили вест да су четничке вође, наводно договориле тајни план сарадње са италијанским окупаторима ради заштите егзистенције српског народа на овим просторима, док су четничке вође шириле вест да партизани имају тајни договор са усташама.
Прва усташка офанзива ради ослобађања Крајине је организована од 16. августа. Завршила се поразом у одлучујућој бици код Кулен Вакуфа, 19. августа.
За другу усташку офанзиву, Анте Павелић је упутио главнину својих трупа 2. октобра ка Горијевцу, где су и извојевали победу. Два дана касније, усташе су преузеле контролу над Кулен Вакуфом. И друга офанзива је пропала након борби код Доњег Лапца 8. октобра.
Након тога, италијанске окупационе снаге 17. октобра проширују своју окупациону зону на рачун Независне државе Хрватске. Италијани су запосели места и у ослобођеном и у неослобођеном делу Крајине, терајући усташе даље према северу.

## Након распада Југославије
Након распада Југославије погледи на овај догађај су се променили. Празник Дан устанка народа Хрватске је укинут 1991. године. Споменик устанку је порушен 1995. године након операције Олуја. Група клерофашистичких појединаца послала је протестно писмо тадашњој премијерки Хрватске Јадранки Косор где су назвали догађај: „четничко фашистички злочин геноцидних размера”. Ипак, споменик је обновљен 2010. године.